# Міст цариці Тамари (Тбілісі)
Міст цари́ці Тама́ри (груз. თამარ მეფის ხიდი) — арковий міст через річку Куру в Тбілісі, Грузія. З'єднує привокзальну частину міста з районами Сабуртало, Ваке та центральною частиною міста. Перший великий міст, побудований в Тбілісі в радянський час.

## Розташування
Міст розташований у створі проспекту Цариці Тамари (колишня вулиця Челюскінців).
Вище за течією розташований міст Вахушті Багратіоні, нижче — міст Галактіона Табідзе.

## Назва
Спочатку міст називався мостом Челюскінців, за найменуванням вулиці Челюскінців. Сучасну назву присвоєно мосту в 1989 році, на честь грузинської цариці Тамари.

## Історія
Необхідність спорудження моста виникла на початку 1930-х років, під час реконструкції цієї частини міста. У 1928 році проведено конкурс на кращий проєкт моста, перемогу в якому здобула робота інженерів К. Заврієва і М. Словінського. Архітектурне оформлення моста розробив архітектор М. П. Сєвєров. Будівництво тривало від 1932 до 1935 року.
У 2016 році встановлено систему художнього підсвічування мосту.

## Конструкція
Міст складається з чотирьох прольотів, перекритих слабкоармованими залізобетонними склепіннями. Два центральних прольоти перекривають русло річки, два бічних — проїзди вздовж набережних. Надзвідна споруда центральних прольотів сконструйована у вигляді системи поперечних стінок, завершених зводиками. Товщина арки в замку головного прольоту становить п'ятдесяту частку прольоту, що стало значним технічному досягненням свого часу. Міст підкреслено монументальний. Опори облицьовані грубо тесаним гранітом, фасадні площини склепінь — блоками темно-сірого базальту.
Міст призначений для руху автотранспорту і пішоходів. Проїзна частина містить 4 смуги для руху автотранспорту. Поруччя центральних прольотів металеві, бічних прольотів — кам'яний парапет.